# Вулиця Андрія Покровського (Миколаїв)
46°58′27″ пн. ш. 31°58′56″ сх. д. / 46.974059° пн. ш. 31.982124° сх. д.
Ву́лиця Андрі́я Покро́вського — одна з найстаріших і найкоротших поперечних вулиць в історичній частині Миколаєва. Обмежується Адміральською вулицею на півночі і перетином Центрального проспекту і Аркасівською вулицею на півдні.

## Розташування
Вулиця Андрія Покровського — поперечна вулиця в історичній частині Миколаєва.
Бере свій початок від Адміральської вулиці, проходить через вулиці Вадима Благовісного, Спаську, Велику Морську, Марка Кропивницького, Шевченка і в місці перетину з вулицею Павла Скоропадського повертає до місця перетину Центрального проспекту з Аркасівською вулицею. Загальна протяжність близько 1,3 кілометра.

## Історія
Перша назва — Фронтальна вулиця, запропонована поліцмейстером П. І. Федоровим у 1822 році і не затверджена адміралом О. С. Грейгом, пов'язана з тим, що на вулицю був проведений «самопливний» водопровід від 3-го Спаського фонтану і на розі цієї та Спаської вулиць розташовувався водорозбірний колодязь — «фонтан».
У 1835 році поліцмейстер Г. Г. Автомонов запропонував назвати вулицю Наваринською — в пам'ять про Наваринську битву 1827 року, учасники якої, зокрема М. П. Лазарєв, В. О. Корнілов, О. П. Авінов, П. С. Нахімов та С. П. Хрущов, проживали на цій вулиці.
У 1920-ті роки вулиця названа ім'ям Троцького — на честь популярного в той час політичного і військового діяча. Після його усунення, у 1928 році вулицю перейменували в Селянінтерновську — на честь Селянського інтернаціоналу. Після розпуску Комуністичного інтернаціоналу вулиці дали ім'я Маяковського — в пам'ять про поета В. В. Маяковського, який одного разу був у Миколаєві.
В роки незалежної України вулиці повернено її історичну назву — Наваринська. Однак прагнення деяких краєзнавців прямо пов'язати назву вулиці з Наваринською битвою, в якій, нібито, брав участь Чорноморський флот, не має під собою історичного підґрунтя: жоден корабель Чорноморського флоту, тим більше збудований у Миколаєві, не брав участі у цій битві.
26 липня 2024 року вулицю адмірала Макарова перейменовано і розпорядженням голови Миколаївської обласної державної адміністрації Віталія Кіма відповідно до Закону України «Про засудження та заборону пропаганди російської імперської політики в Україні і деколонізацію топонімії» надано ім'я Андрія Покровського — миколаївського градоначальника, першого адміралу флоту Української Держави і головного отамана портів Чорного моря.

## Пам'ятки, інфраструктура

### Будівлі та пам'ятки
- Якщо проходити по вулиці від будинку головного командира Чорноморського флоту, то зліва на розі вулиці Вадима Благовісного виходила кутом будівля Олександрівського реального училища (нині — бізнес-центр «Олександрівський»), фасад якого виходив на вулицю Вадима Благовісного. В цьому ж кварталі розміщується колишня будівля Миколаївського поштамту, фасад якого виходив на вулицю Андрія Покровського.
- На протилежному від будівлі Олександрівського реального училища куті розташовується будівля, де у 1792—1794 роках проживав перший будівничий Одеського порту і міста Одеси адмірал Хосе де Рібас.
- На розі Спаської вулиці і вулиці Андрія Покровського у 1892 році розташовувалися Офіцерські збори 58-го Празького полку. У будинку № 1 розміщувалося Комендантське управління і у 1869 році проживав плац-майор І. П. Родкеєвич. Праворуч по непарній стороні, на розі Великої Морської вулиці розташовувався будинок, в якому проживали начальники штабу Чорноморського флоту (учасники Наваринської битви), так званий будинок Перелешина, оскільки раніше вся ця ділянка належала морякові, капітан-командиру І. Г. Перелешину[джерело?].
- У кварталі між вулицями Шевченка і Павла Скоропадського по непарній стороні розташовувався будинок «Пожежної каланчі» — побудований в модерновому «цегляному стилі». Будівля збереглася, але каланча (башта) знищена за німецької окупації 1941—1944 років.
- У будинку № 25 протягом 1879—1887 років мешкав історик-краєзнавець, прозаїк, публіцист і драматург Григорій Миколайович Ге. Одноповерховий, кам'яний, тинаькований будинок з прямокутними вікнами збудований у другій половині XIX століття[5]. Там же проживав Некрасов Іван Степанович — фахівець у галузі двигунобудування, директор Миколаївського середнього механіко-технічного училища і завідуючий кафедрою двигунів внутрішнього згоряння Миколаївського кораблебудівельного інституту.
- Після вулиці Павла Скоропадського вулиця Покровського повертає під кутом і закінчується довгим кварталом, на початку якого по непарній стороні станом на 1889 рік був «Ливарний механічний завод інженер-механіків Авдєєва і Матвєєва». За ним, в середині кварталу у власному будинку жив перший міський архітектор Л. А. Опацький[1].
- Будинок № 34 у 1899—1904 роках належав швейцарському громадянину Людвігу Морітцу, а пізніше вдові диякона Олександрі Федорівні Ващенко. Будівля носить статус пам'ятки архітектури місцевого значення.

### Пам'ятники
- Вулиця бере свій початок від перетину з вулицею Адміральською, де розташовується аллея адміралів. В безпосередній близькості до перетину вулиць розміщуються пам'ятники адміраламФ. Ф. Беллінсгаузену, М. П. Лазарєву і Ф. Ф. Ушакову.
- На розі з вулицею Вадима Благовісного на будинку Хосе де Рібасу розміщується меморіальна дошка, присвячена йому.
- На розі з вулицею Спаською по непарній стороні розташована меморіальна дошка В. І. Далю, який проживав в будинку, що стояв на цьому місці.
- В кварталі між вулицями Павла Скоропадського і Шевченка на фасаді пожежної частини розміщується меморіальна дошка М. М. Свіжинському — пожежнику, одному з організатор протипожежної справи у місті Миколаєві, репресованого та розстріляного у 1937 році.

## Галерея

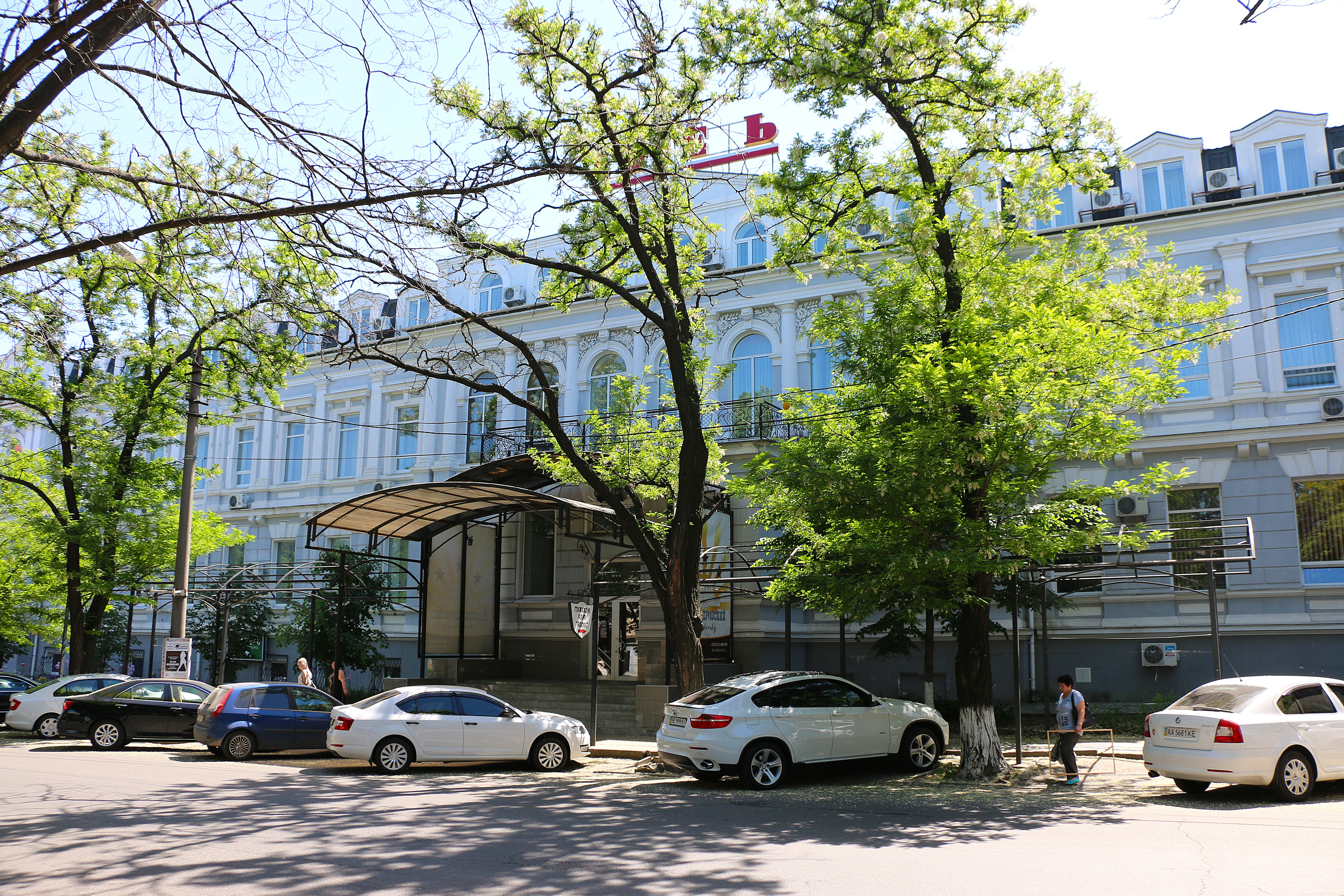
Будівля Олександрівського реального училища
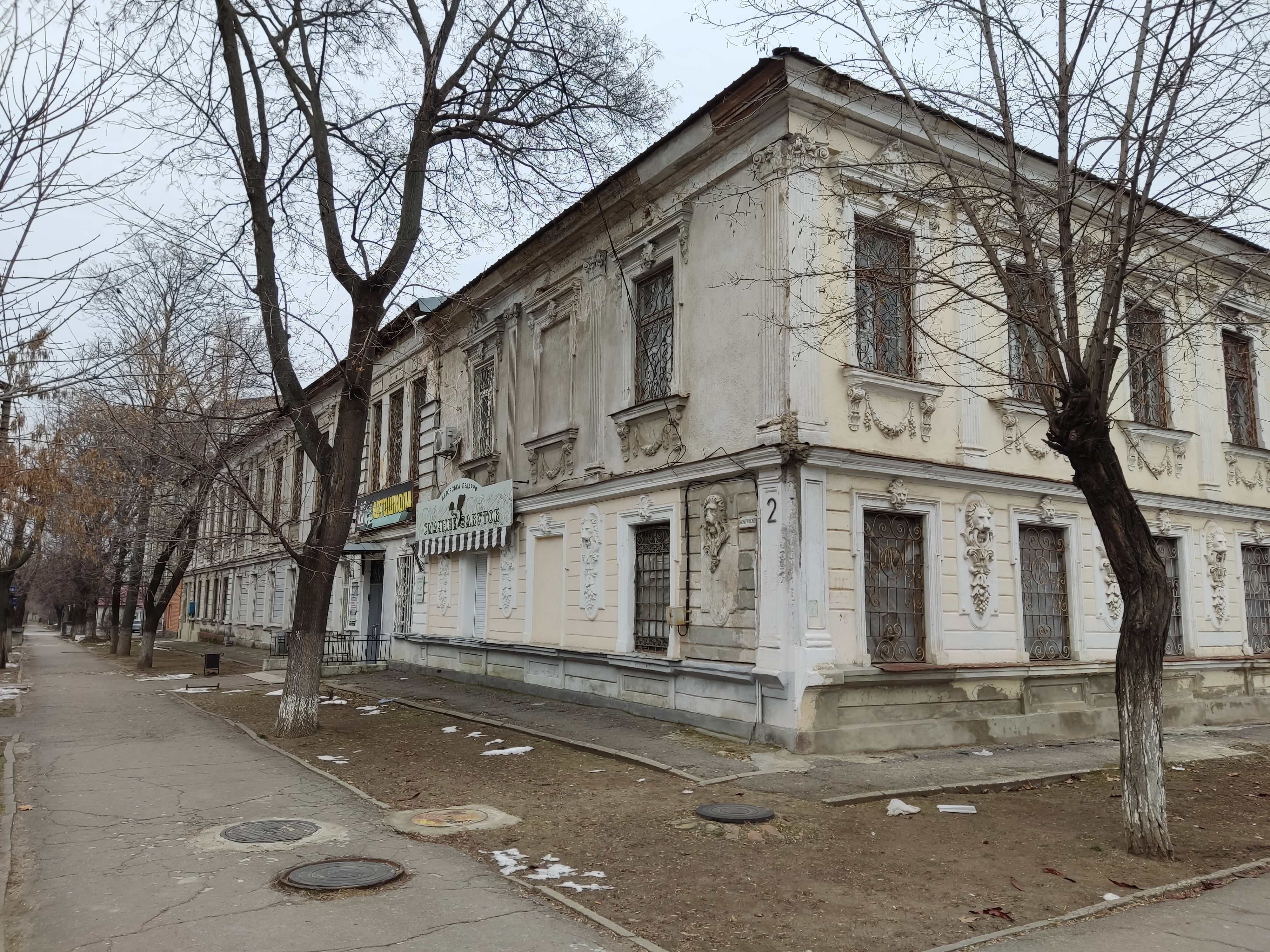
Колишня будівля головпоштамту на Покровського, 2
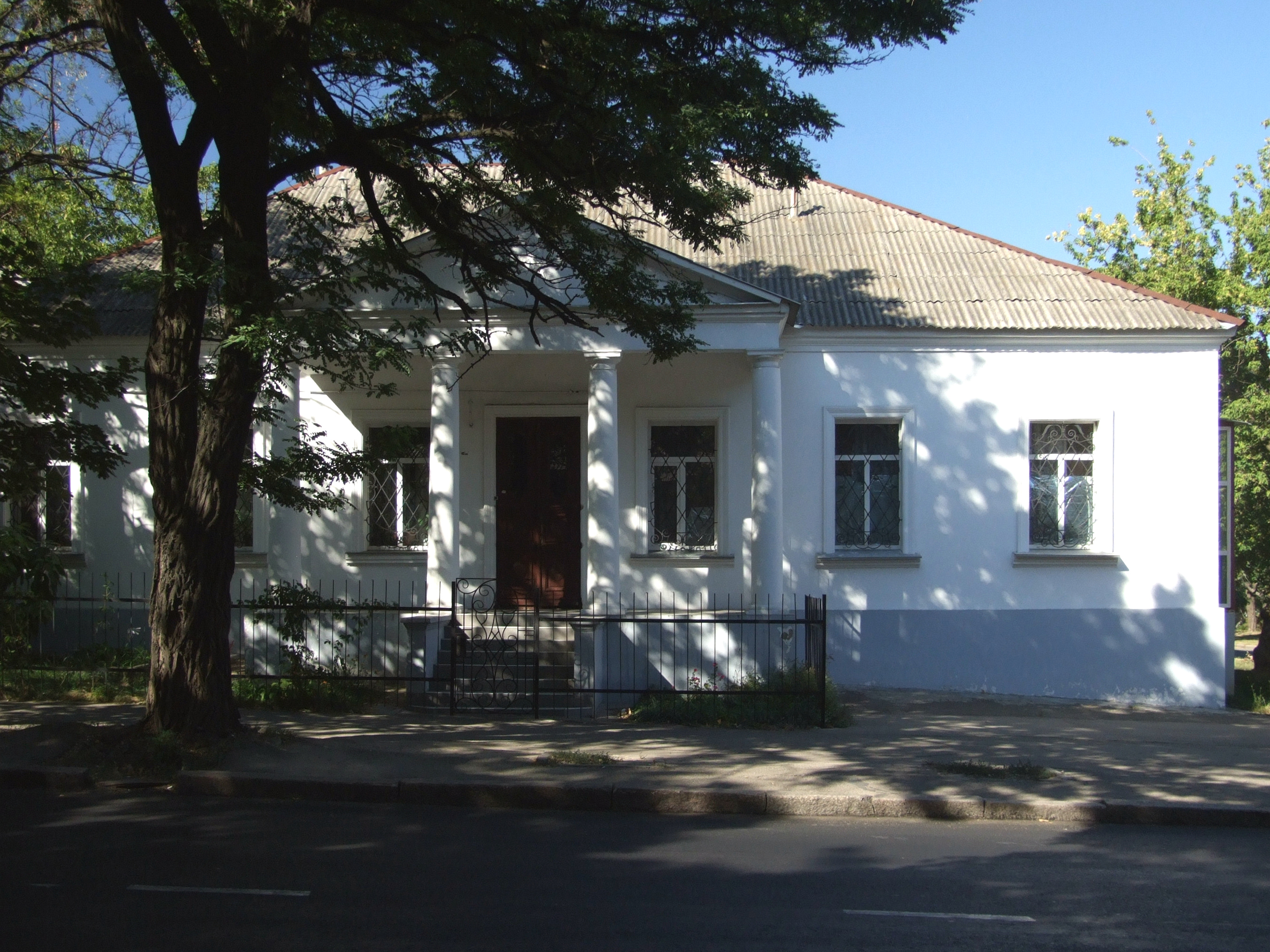
Будинок в якому жив адмірал Хосе де Рібас за адресою Покровського, 3
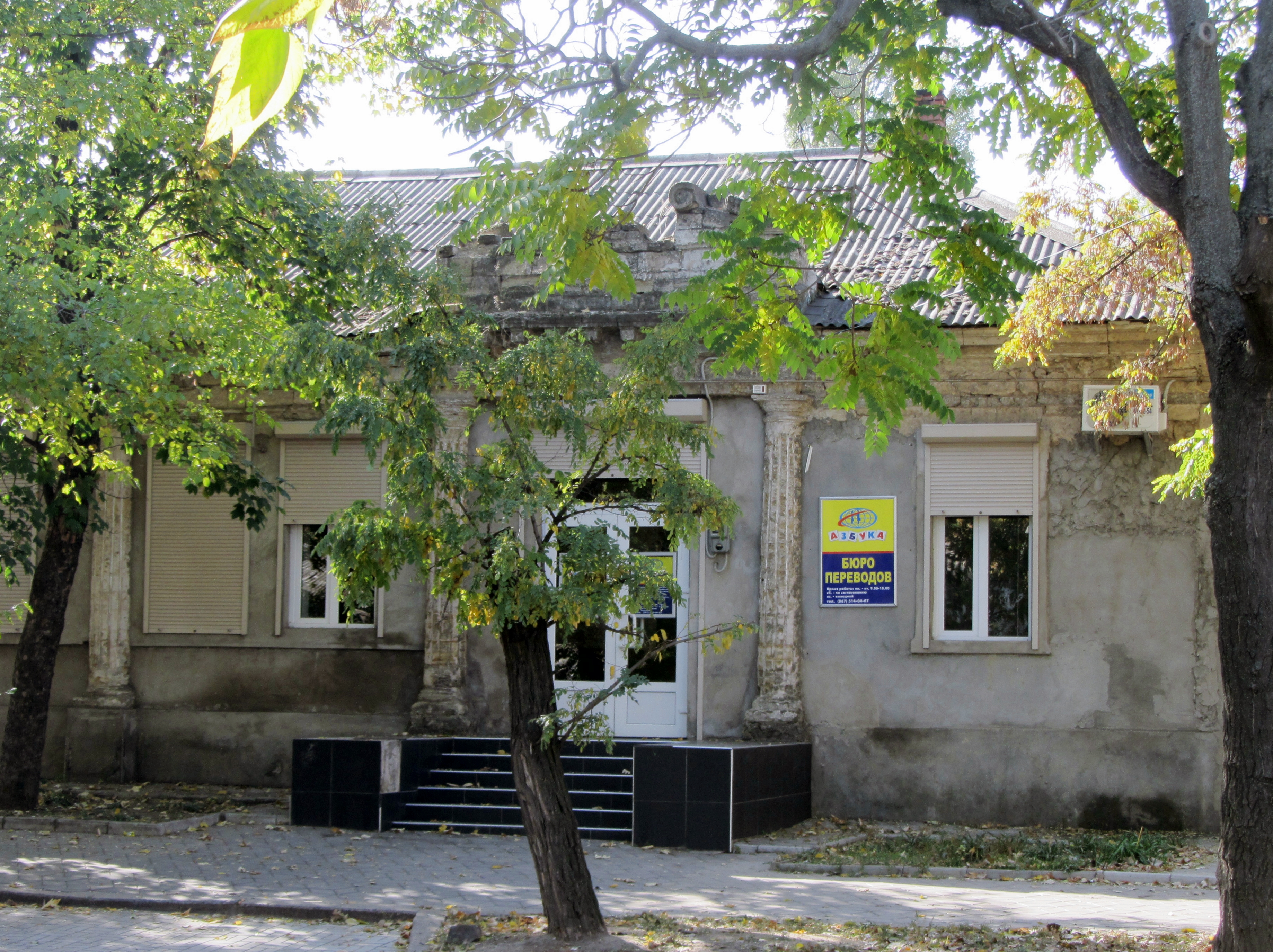
Будинок, в якому у 1879—1887 роках мешкав Григорій Ге, вулиця Покровського, 25
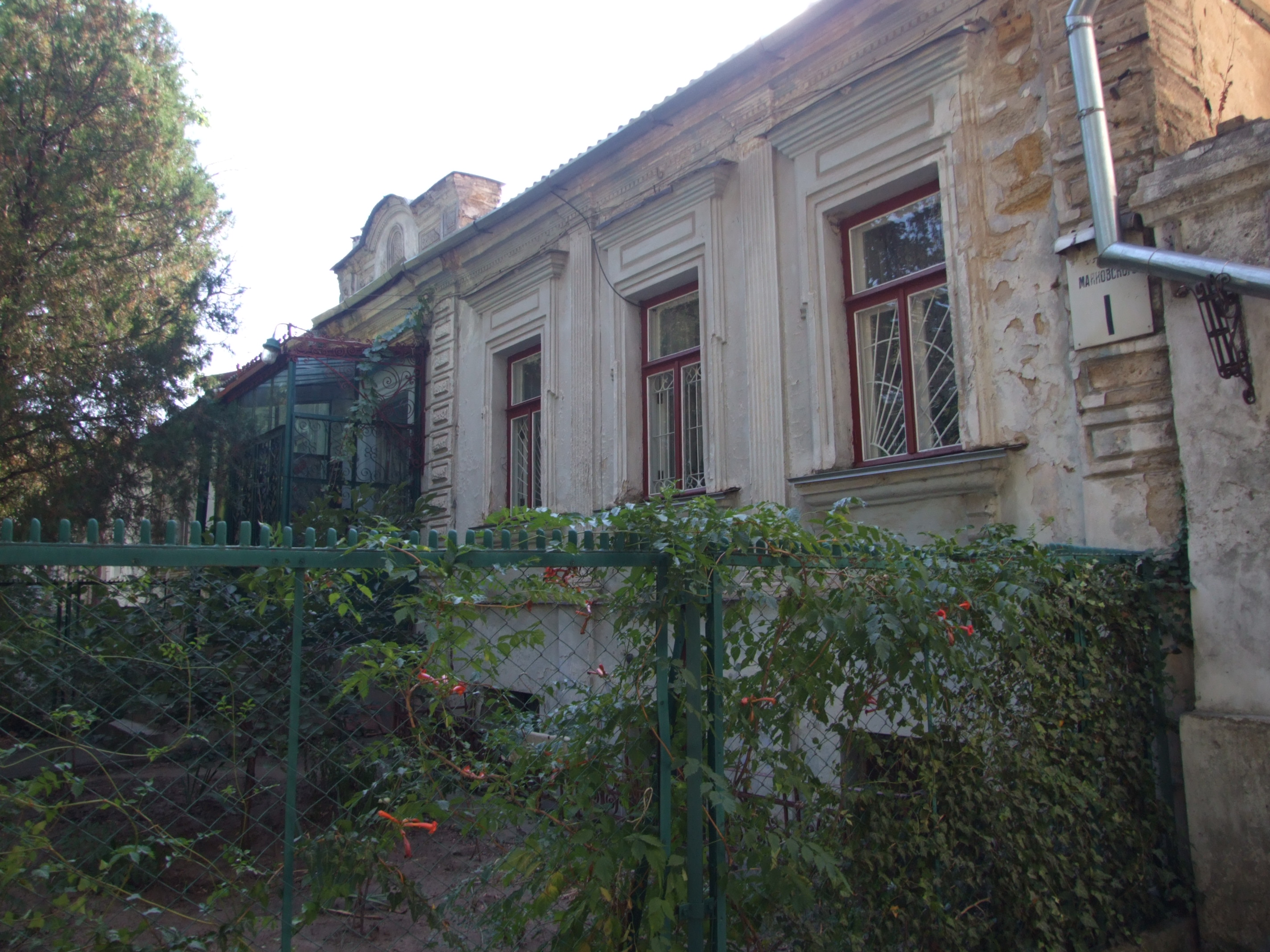
Будинок за адресою вулиця Покровського, 1
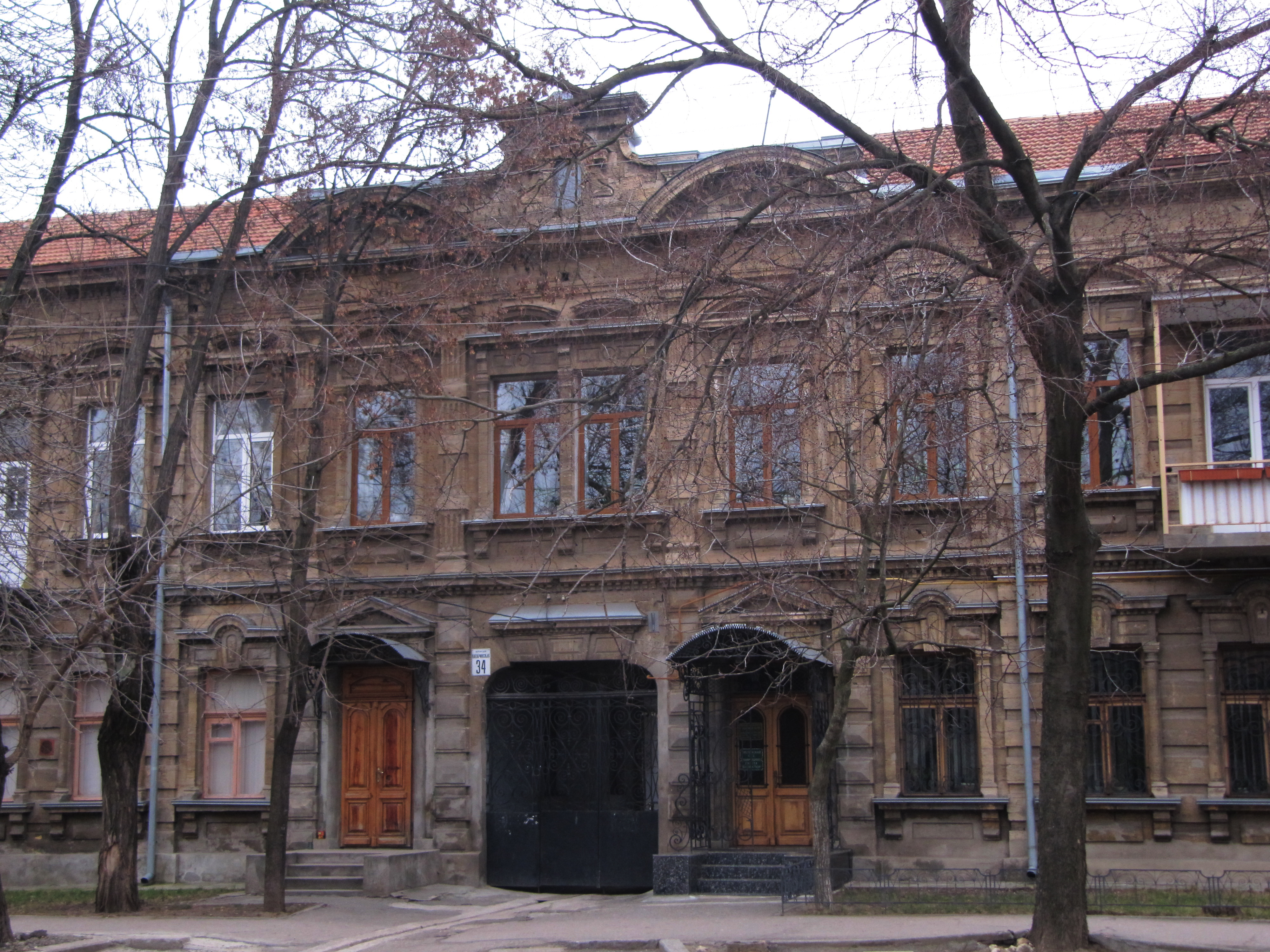
Будинок Морітца, вулиця Покровського, 34